# Mastodon (aplikacja internetowa)
Mastodon – wolne i otwarte oprogramowanie do prowadzenia sieci społecznościowej o tej samej nazwie. Posiada funkcjonalność mikroblogowania zbliżoną do X. Pozwala każdemu na uruchomienie własnych węzłów będących częściami sieci, każda z własnymi kodeksami postępowania, regulaminem, polityką moderacyjną i opcjami prywatności. Cecha ta odróżnia platformę od scentralizowanych sieci społecznościowych – pozwala bowiem użytkownikom na wybór serwera, z którego polityką zgadzają się, bez utraty dostępu do sieci społecznościowej.
Każdy użytkownik Mastodona jest częścią zdecentralizowanej sieci, na którą składa się wiele serwerów. Przez użytkowników są one nazywane „instancjami”. Pozwalają one użytkownikom różnych serwerów wzajemnie komunikować się z pozostałymi. 
Mastodon jest częścią większej sieci, zwanej Fediwersum, pozwalająca użytkownikom na interakcje z użytkownikami innych platform korzystających z tego samego protokołu, jak PeerTube czy Friendica.
W przeciwieństwie do typowej platformy „oprogramowania jako usługi”, nie jest centralnie hostowana. Każdy użytkownik jest zarejestrowany na określonym, niezależnie zarządzanym serwerze. Użytkownicy tworzą krótkie wpisy, których ustawienia prywatności mogą dotyczyć tylko wybranego wpisu. Dostępne opcje prywatności mogą być inne w zależności od strony, ale zwykle są to wpisy publiczne, wiadomości bezpośrednie, tylko dla obserwujących, lub niewidoczne na publicznej osi czasu. 
Maskotką projektu jest trąbowiec, który przypomina wyglądem mamuta, często pokazywany z tabletem lub smartfonem.

## Możliwości

Maskotka projektu

Serwery Mastodona są oparte na oprogramowaniu mogącym komunikować się z wykorzystaniem standardu ActivityPub, który został zaimplementowany w wersji 1.6. Użytkownik Mastodona może więc wejść w interakcje z użytkownikami innych serwerów w Fediwersum obsługujących ActivityPub.
Od wersji 2.9.0, Mastodon domyślnie oferuje użytkownikom tryb jednej kolumny. W zaawansowanym trybie, interfejs jest wzorowany na TweetDeck, aplikacji Twittera do zastosowań profesjonalnych. Użytkownicy mogą wysyłać wpisy (zwane „tootami”) o maksymalnej długości 500 znaków, choć liczne serwery zwiększyły ten limit. Dla porównania, Twitter pozwala na jedynie 280 znaków. Wpisy są zwane „tootami”, nie „tweetami” jak w przypadku Twittera.
Użytkownicy rejestrują się na wybranym serwerze (instancji). Są one połączone ze sobą, każda z nich może posiadać inne zasady. Istnieją inne instancje ogólnotematyczne lub poruszające dany temat, np. memy internetowe, gra komputerowa Minecraft czy dany ustrój polityczny. Istnieją też instancje założone przez instytucje Unii Europejskiej, rządu federalnego Niemiec, albo Massachusetts Institute of Technology.
Usługa posiada liczne ustawienia dotyczące prywatności. Każda wiadomość może być np. widoczny dla wszystkich, niewidoczny na osiach czasu lub trafić tylko do oznaczonych osób. Wiadomości bezpośrednie nie są jednak szyfrowane. Użytkownicy mogą oznaczyć swoje konta jako całkowicie prywatne. Wpisy mogą zawierać „ostrzeżenie o zawartości”, dzięki czemu wyświetlenie ich dalszego fragmentu wymaga rozwinięcia. Zdjęcia lub całe profile mogą być oznaczone jako nieodpowiednie w miejscu pracy (NSFW).
Mastodon dzieli wpisy pomiędzy lokalne a globalne osi czasu. Lokalne wyświetlają wpisy z obrębu pojedynczego serwera, a globalne – z całej sieci Fediwersum. Użytkownicy mogą komunikować się między połączonymi serwerami Mastodon za pomocą nazw użytkowników podobnych do adresów e-mail.
Na początku 2017 roku, Mastodon został wyróżniony przez dziennikarzy względem Twittera, ze względu na zapobieganie publikacji treści niepożądanych na danej instancji. Pozwala na to moderowanie treści przez ich właścicieli. Dla przykładu, sztandarowa instancja Mastodon.social nie pozwala na treści niedozwolone we Francji i Niemczech, takie jak nazistowskie symbole i negacjonizm. Według właściciela serwisu, podział na małe społeczności lepiej zapobiega nieodpowiednim zachowaniom. Tak jak na X, użytkownicy mogą zgłaszać nieodpowiednie treści administracji instancji.

## Wykorzystane technologie
Mastodon jest wolną i otwartą aplikacją sieciową przeznaczoną dla federowanego mikroblogowania, do której każdy może wnieść swój kod i którą każdy może uruchomić na własnej infrastrukturze serwerowej lub dołączyć do serwerów prowadzonych przez innych ludzi. Back-end jest napisany w Ruby on Rails i front-end w JavaScript (React.js i Redux). Oprogramowanie bazy danych to PostgreSQL. Usługa jest kompatybilna z instancjami platform kompatybilnych z ActivityPub. W wersji 3.0, Mastodon porzucił obsługę protokołu OStatus.
Istnieje wiele aplikacji współdziałających z API Mastodona, pozwalających na korzystanie z sieci na urządzeniach mobilnych, komputerach i przeglądarkach internetowych. Aplikacje wspierają m.in. systemy Windows, macOS, Linux, Android, iOS i Sailfish.
W lipcu 2021 wydano oficjalną aplikację Mastodona na urządzenia z systemem iOS, a w kwietniu 2022 wydano aplikację na system Android.

## Mastodon jako alternatywa dla X
Twitter (obecnie X) w październiku 2022 został przejęty przez Elona Muska, który wprowadził zmiany krytykowane przez użytkowników serwisu. Spowodowało to falę rejestracji w sieci Mastodon, która stanowiła alternatywę dla Twittera. W ciągu pierwszych kilku dni listopada sieć wzrosła o 55%. Duże zainteresowanie siecią spowodowało przejściowe problemy techniczne, jednocześnie zaczęły powstawać kolejne serwery (instancje).
19 marca 2023 na Mastodonie było już 10 milionów kont. W kolejnych miesiącach liczba kont wzrastała, jednak liczba aktywnych użytkowników utrzymywała się na podobnym poziomie. Z początkiem 2025 z Mastodona korzystało aktywnie ok. 800 tys. osób, w sieci było 10200 aktywnych serwerów.

## Finansowanie
W 2023 roku Mastodon otrzymał finansowanie na łączną kwotę 545 tys. EUR od 7400 podmiotów.
Projekt był oficjalnie utrzymywany przez niemiecką fundację Mastodon gGmbH od 2021 do 2024, a od kwietnia 2024 jest utrzymywany przez amerykańską organizację non-profit. W styczniu 2025, Mastodon zapowiedział chęć utworzenia nowej organizacji non-profit w Europie.